# Pelochrista confidana
Pelochrista confidana es una especie de polilla perteneciente al género Pelochrista, categorizada en la tribu Eucosmini, de la subfamilia Olethreutinae.

## Distribución
Se distribuye por Túnez.

## Taxonomía
Fue descrita por Chretien en 1915 y publicada por primera vez en Annls Soc. ent. Fr. 84: 302.